# Tramway de Nice
 (janvier 2025).
Pour l'ancien réseau de tramway, voir Tramway de Nice et du Littoral.
Le tramway de Nice est un réseau de tramway desservant la ville et la région de Nice, en France. Comportant actuellement quatre lignes, il est exploité par la Régie Ligne d'Azur, sous le nom commercial Lignes d'Azur. La première ligne a été inaugurée le 24 novembre 2007, marquant le retour du tramway dans la ville après plusieurs décennies d'absence.
Au vu du succès de la ligne 1, la municipalité décide de la création de deux autres lignes, dont la mise en service intervient à partir de 2018. La ligne 2, ouverte au public par tronçons successifs à partir du 30 juin 2018, relie le port Lympia à l'aéroport de Nice-Côte d'Azur selon un axe est-ouest (avec une branche vers le centre administratif des Alpes-Maritimes (CADAM) devenue en 2025 la ligne B). Elle se distingue de la première ligne par un parcours en souterrain dans le centre-ville de Nice. La ligne 3 dessert elle la plaine du Var depuis le 13 novembre 2019, alors qu'un prolongement au nord est prévu à l'horizon 2030.
Deux nouvelles lignes sont prévues pour une mise en service entre 2028 et 2030 : la ligne 4, qui reliera le centre administratif à Cagnes-sur-Mer en passant par Saint-Laurent-du-Var, et la ligne 5, qui remontera la vallée du Paillon de Nice à Drap en passant par La Trinité.

## Histoire

### L'ancien tramway

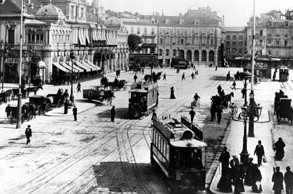
L'ancien tramway.

Le premier réseau de tramway de Nice, le tramway de Nice et du Littoral, voit le jour en 1900, avant d'être complété par un réseau départemental en 1906. L'ensemble du réseau est électrifié en 1910.
Dans les années 1920, le réseau compte onze lignes dont certaines sont utilisées partiellement pour transporter des marchandises. Toutefois, comme dans la majorité des villes de France, le tramway est jugé comme une gêne pour le trafic automobile, si bien que le bus lui est préféré sur certaines lignes dès 1927. La dernière ligne de tramway de Nice ferme le 10 janvier 1953.

### Le renouveau

Carte animée de l'évolution des infrastructures ferroviaires de Nice, dont celle des anciens et actuels tramways, de 1875 à nos jours.

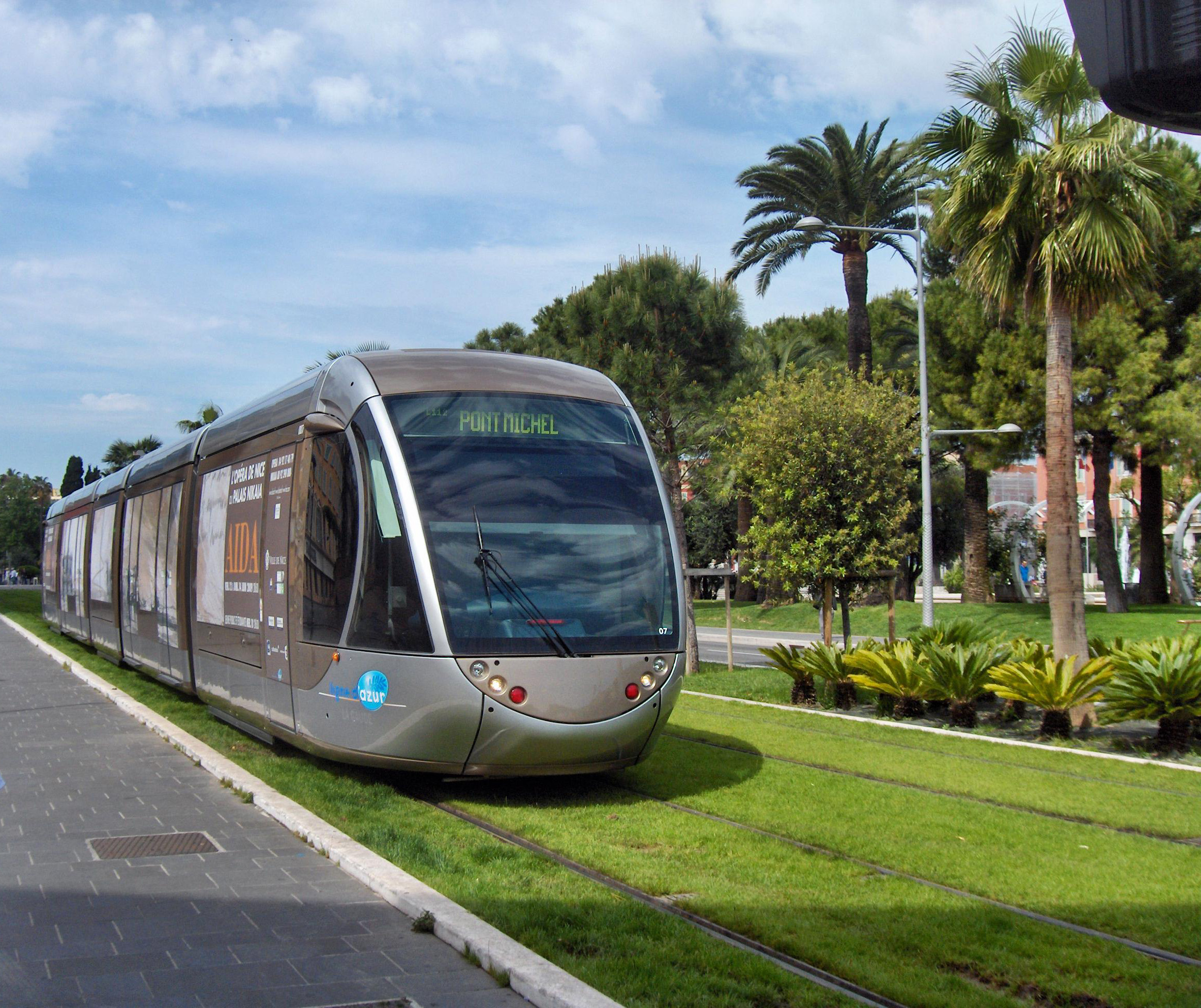
Une rame de la ligne 1 du nouveau tramway circulant sur une section engazonnée et sans caténaire.

Comme de nombreuses villes en France, Nice connaît à la fin du XXe siècle d'importants problèmes de circulation, notamment du fait que la plupart des activités économiques sont concentrées dans le centre-ville. Les déplacements sont alors exclusivement pensés pour l'automobile, comme en témoigne la construction du contournement routier dans les années 1970. Bien que contactée en 1975 dans le cadre du concours Cavaillé, Nice n'a pas donné suite. Le maire de l'époque, Jacques Médecin, préfère alors au tramway un système de transport en commun souterrain, de type VAL ou ARAMIS.
L'idée d'un métro ne s'étant pas concrétisée, des études sur la réalisation d'un transport en commun en site propre sont finalement menées à partir de 1987. La ville de Nice commence à mettre en place des lignes de bus en site propre à partir de 1997, avant de lancer une concertation sur la mise en place d'une première ligne de tramway en 1998. La ligne prévue doit relier le quartier de Las Planas à celui de Pasteur par la gare et le centre-ville selon un tracé parabolique
Le choix se porte sur le tramway car ce mode de déplacement est plus fiable que le bus, soumis aux aléas de la circulation automobile tout en demeurant bien moins cher qu'une ligne de métro. Pour préserver l'esthétique de certaines parties du centre-ville et ne pas gêner les chars du carnaval de Nice, il est prévu que la tramway circule sans ligne aérienne de contact sur deux portions. Après les difficultés techniques rencontrés par Bordeaux lors de la construction de son réseau, l'alimentation par le sol développée par Alstom est cependant écartée au profit de batteries embarquées, ce qui constitue alors un cas unique en France.
Le tramway est déclaré d'utilité publique en 2003 et les travaux d'aménagement commencent la même année. La mise en service au public intervient le 24 novembre 2007, après plusieurs semaines de tests techniques, même si certains travaux de finition, notamment le bétonnage des voies, n'étaient pas encore achevés à cette date. La nouvelle ligne entraîne un remaniement du réseau de bus et se substitue aux lignes 1, 2, 5 et 18. Sa construction s'accompagne également de projets de réaménagement urbains, avec notamment la piétonisation de la place Masséna et de l'avenue Jean Médecin.
La première ligne rencontre un franc succès. Dans les mois suivant le lancement du tramway, on comptabilisait entre 65 000 et 70 000 voyages quotidiens. En janvier 2011, le nombre de voyageurs enregistrés par jour est de 90 000.

### Développement du réseau

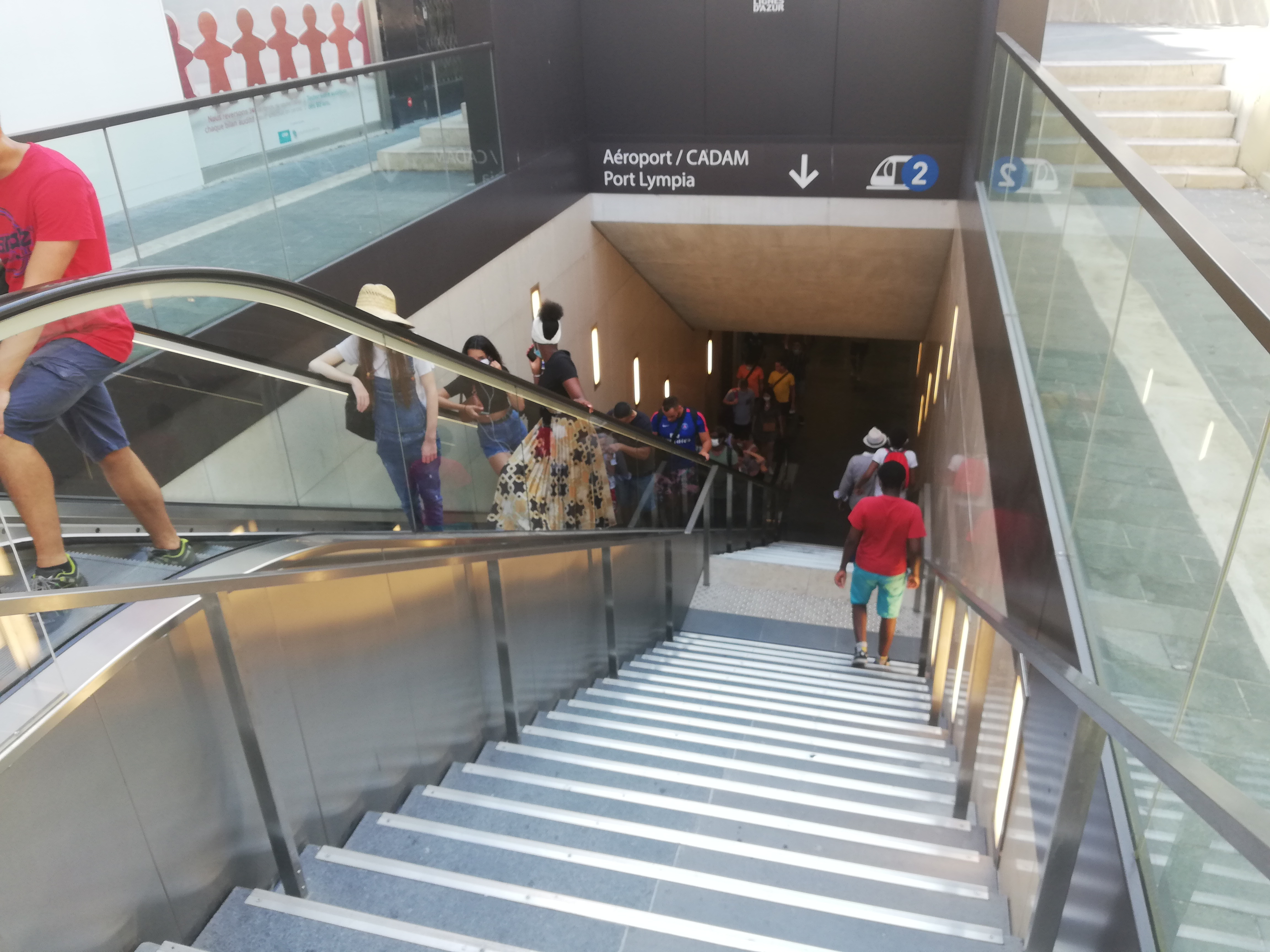
Accès à la station souterraine Jean Médecin sur la ligne 2.

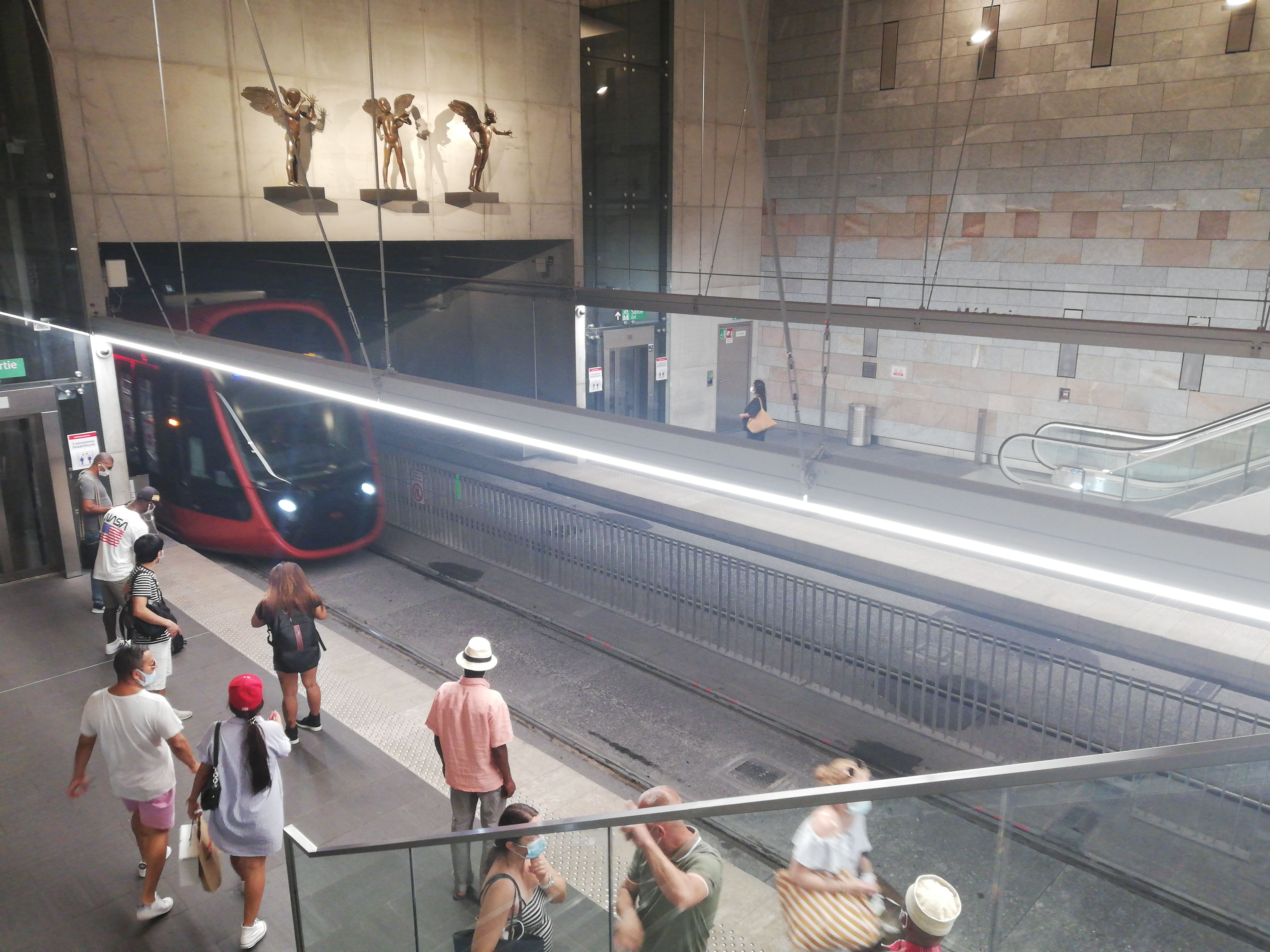
Intérieur de la station souterraine Jean Médecin sur la ligne 2.

Après le succès de la ligne 1, le maire de Nice, Jacques Peyrat, annonce la création d'une seconde ligne est-ouest. Ce projet est ensuite repris à partir de 2008 par son successeur, Christian Estrosi, qui envisage un passage sur la promenade des Anglais. Devant la controverse, c'est finalement un tracé en souterrain, plus central, qui est choisi pour la traversée du centre-ville. La ligne 2, qui se scinde en deux branches à son extrémité, doit desservir le port, l'hôpital Lenval, l'aéroport et le CADAM, offrant des correspondances avec la première ligne aux stations Jean Médecin et Garibaldi. Au niveau de la gare de Saint-Augustin est prévue la réalisation d'un nouveau pôle multimodal, en lien avec la construction de l'éventuelle ligne nouvelle Provence-Côte d'Azur.
En parallèle est décidée la construction d'une ligne 3 reliant l'aéroport à la plaine du Var, secteur en plein développement où doit alors notamment s'installer le stade Allianz Rivera, lequel est inauguré en 2013 et sera utilisé pour la coupe d'Europe de football de 2016. Une extension jusqu'à Cagnes-sur-Mer depuis Saint-Augustin, la ligne 4, est également évoquée, tandis que la ligne 1 doit être étendue au nord-est jusqu'à La Trinité ou une correspondance sera créée avec le réseau SNCF.
Une première extension de la ligne 1, d'une seule station, est inaugurée en 2013, en prélude à son extension jusqu'à La Trinité. Le nouveau terminus, Hôpital Pasteur, dessert l'hôpital éponyme, jusque là relié au tramway par un bus navette, et en améliore grandement l'accès. Certaines rames sont également allongées par l'ajout d'un module central afin de faire face à l'augmentation du trafic.
Le premier tronçon de la ligne 2 reliant CADAM et Magnan est inauguré le 30 juin 2018. Il est suivi le 15 décembre de la branche desservant l'aéroport. Le tronçon souterrain, permettant de rejoindre la ligne 1, est achevé à l'automne 2019, la partie reliant Magnan à Jean Médecin (3 stations) étant inaugurée le 28 juin 2019.
La ligne 3 est inaugurée le 13 novembre 2019.
Le réseau est réorganisé le 6 janvier 2025 : 
- la ligne 2 est amputée de sa branche vers CADAM;
- la ligne 3 ne dessert plus l'aéroport, elle est déviée pour desservir le centre de Nice en utilisant un tronc commun avec la ligne 2;
- la nouvelle ligne B repend les tronçons abandonnées des lignes 2 et 3 de l'aéroport vers le CADAM.

## Réseau actuel

### Aperçu général

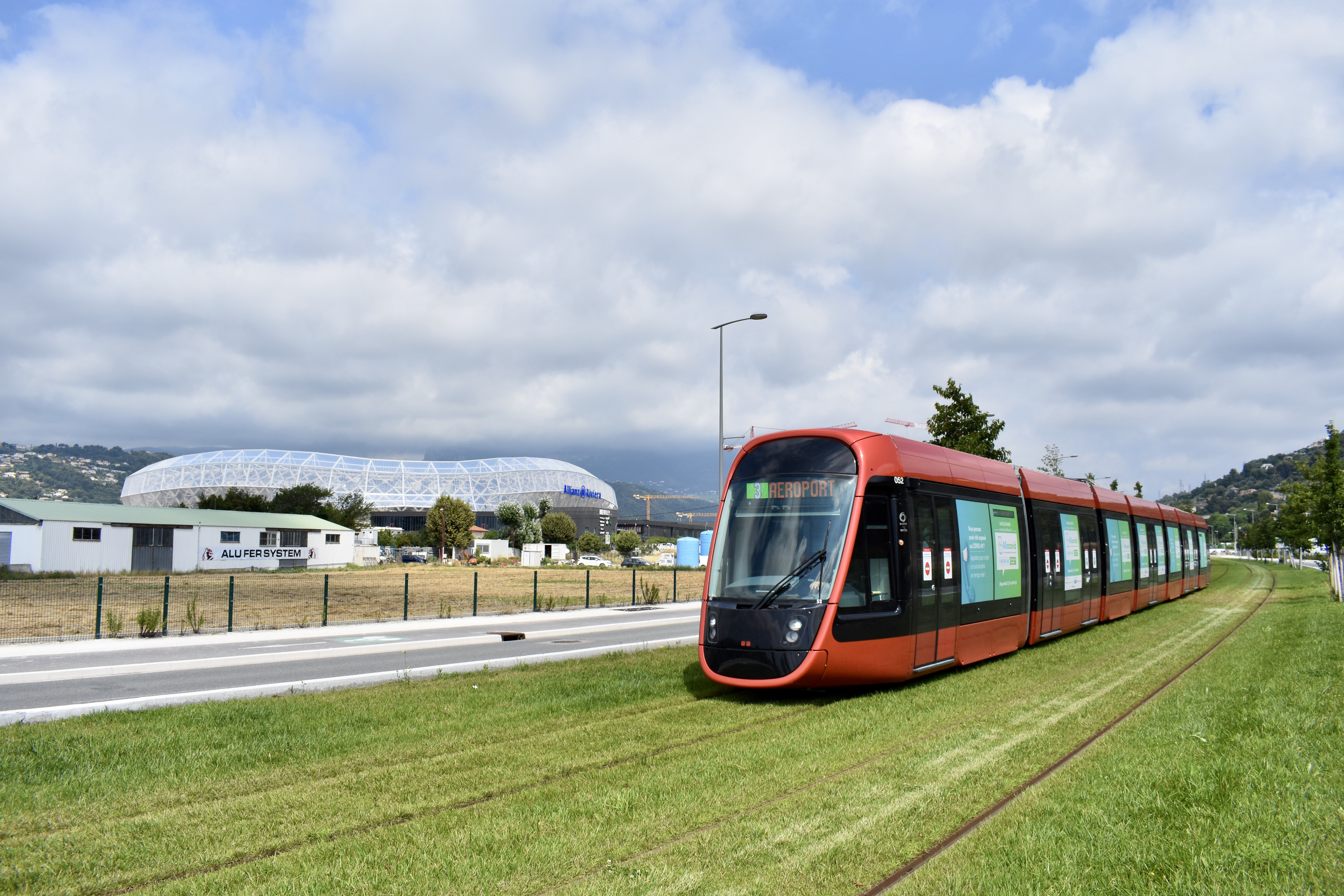
Ligne 3 devant l'Allianz Riviera.

Le réseau compte actuellement quatre lignes de tramway, numérotées 1, 2, 3 et B.
La ligne 1 relie la station Henri Sappia, au nord-ouest de l'agglomération, à Hôpital Pasteur, au nord-est. Elle dessine un « U », reliant les deux principaux vallons niçois via le centre-ville. Toutes les stations sont aériennes, à l'exception du terminus Henri Sappia qui est situé sous les bâtiments du centre de maintenance. En dehors des traversées des places Masséna et Garibaldi ou les rames circulent sur batterie, l'alimentation se fait par ligne aérienne de contact.
La ligne 2 relie dans le sens est-ouest Port Lympia à l’est de Nice, puis se divise en deux branches : l'une dessert l'aéroport de Nice, l'autre le centre administratif. Dans les deux cas, le tronçon est partagé en partie avec la ligne 3. Sa desserte du centre-ville s'effectue en souterrain, mais les correspondances avec la ligne 1 en surface sont possibles.
La ligne 3 relie l'aéroport de Nice au quartier de Saint-Isidore, le long de la plaine du Var, avec un trajet partagé dans sa partie sud avec la ligne 2.
À partir du 6 janvier 2025, les lignes 2 et 3 sont modifiées. La ligne 2 part toujours du port et va jusqu'à l'aéroport directement et ne se sépare plus en deux branches à partir de Grand Arénas. La ligne 3 est mise en doublon avec la ligne 2 du port jusqu'à la station Grand Arénas et reprend son trajet jusqu'à Saint-Isidore. L'ancien terminus de la ligne 2 à la station CADAM est désormais desservie par une nouvelle ligne numérotée « B » qui part du centre administratif jusqu'à l'aéroport.

### Desserte
Pour la ligne 1, la desserte se commence tôt le matin à 4 h 25 au départ de Henri Sappia et se termine vers 21 h. À partir de là, le service de nuit commence de 21 h jusqu’à 1 h 35 à Henri Sappia.
Le service doit suivre une fréquence de quatre à cinq minutes du lundi au vendredi, cinq à six minutes le samedi et huit minutes le dimanche et jours fériés.

### Stations

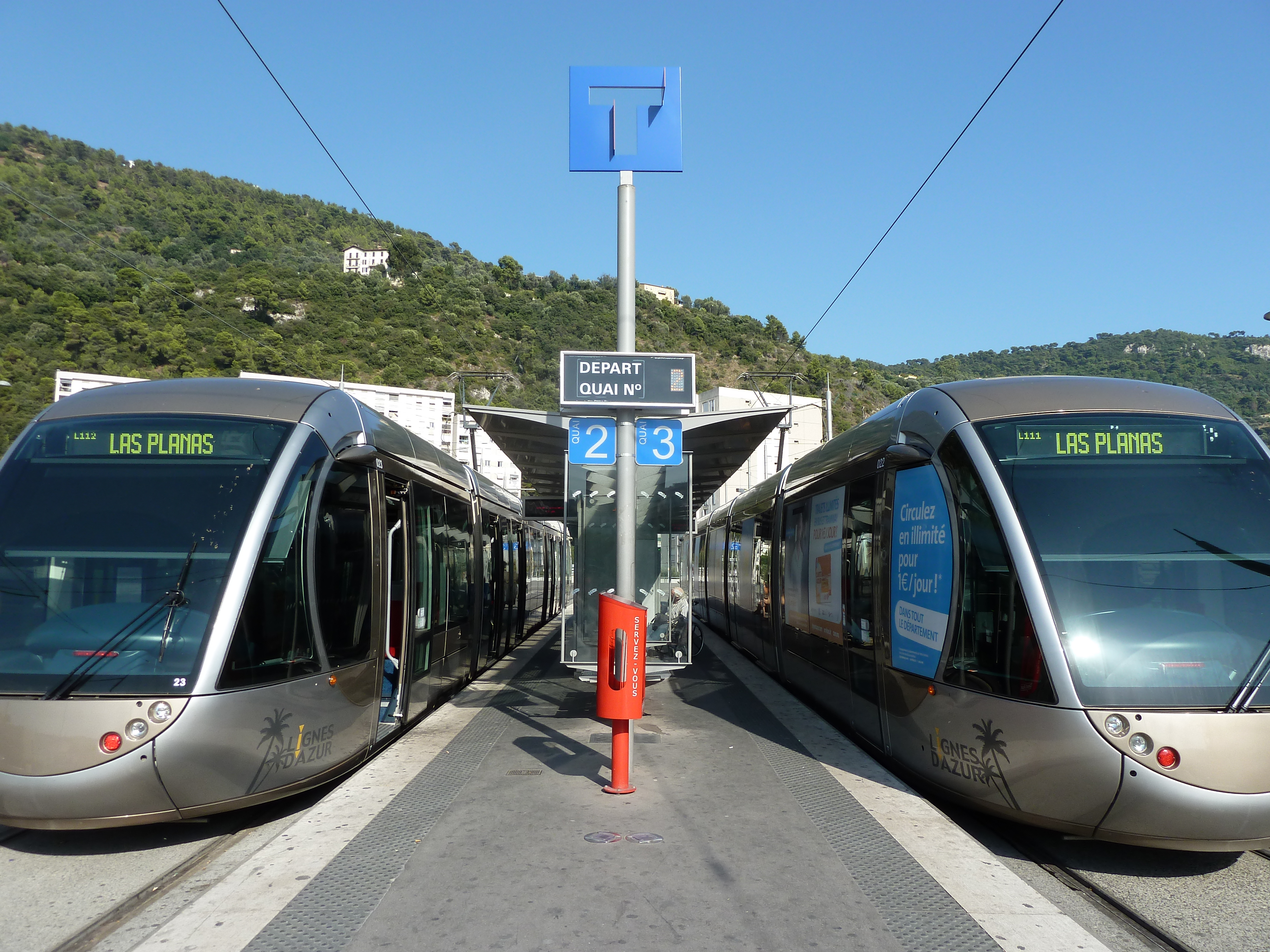
Quais 2 et 3 à la station Pont Michel (ligne 1).

Toutes les stations sont équipées de deux quais d’une part et d’autre de la voie, d’abribus avec sièges, de distributeurs automatiques de titres de transport et d’un totem construit spécialement pour l’accompagnement artistique. Exception est faite pour les stations Borriglione (L1), Paul Montel / Les Moulins et Digues des Français (L2) qui sont équipées d’un seul quai central et les stations Pont Michel et Grand Arénas, qui sont équipées de trois voies à quai. Plus tard ont été rajoutés des validateurs de billets sur le quai afin que la montée des passagers dans le tramway se fasse plus rapidement.
Lors de leur construction, les quais ont été spécialement construits à la même hauteur que le plancher du tramway afin d’être accessible aux personnes à mobilité réduite.
Les stations souterraines de la ligne 2 (Garibaldi/Le Château, Durandy, Jean Médecin et Alsace-Lorraine) sont toutes les quatre construites sur le même modèle : premier niveau avec les distributeurs de billets, portiques et accès tandis que le second niveau donne accès aux deux directions, le dernier niveau étant occupé par les voies et quais.

### Information voyageurs
L’intégralité de la ligne 1 est équipée de panneaux numériques à DEL (ou LED) et l'intégralité des lignes 2 et 3 sont équipées d'écrans LCD. Ils permettent de donner des informations aux voyageurs. Ces panneaux peuvent afficher diverses informations : nom du terminus, temps d’attente avant la prochaine ligne, heure, etc. Des messages complémentaires peuvent être écrits afin de donner plus d’informations suivant la situation (perturbation, panne, accident, etc.).

### Fréquentation
Fréquentation moyenne sous forme de graphique
Légende :    
| Année | Ligne 1 du tramway de Nice | Ligne 2 du tramway de Nice | Ligne 3 du tramway de Nice |
| ----- | -------------------------- | -------------------------- | -------------------------- |
| 2007  | 50 000                     | –                          | –                          |
| 2008  | 60 000                     | –                          | –                          |
| 2009  | ?                          | –                          | –                          |
| 2010  | 80 000                     | –                          | –                          |
| 2011  | 90 000                     | –                          | –                          |
| 2012  | 95 000                     | –                          | –                          |
| 2013  | ?                          | –                          | –                          |
| 2014  | ?                          | –                          | –                          |
| 2015  | 93 000                     | –                          | –                          |
| 2016  | ?                          | –                          | –                          |
| 2017  | ?                          | –                          | –                          |
| 2018  | ?                          | ?                          | –                          |
| 2019  | ?                          | 80 000                     | ?                          |
| 2020  | ?                          | ?                          | ?                          |
| 2021  | ?                          | ?                          | ?                          |
| 2022  | 108 000                    | ?                          | ?                          |
| 2023  | ?                          | ?                          | ?                          |
| 2024  | 140 000                    | ?                          | ?                          |

### Matériel roulant

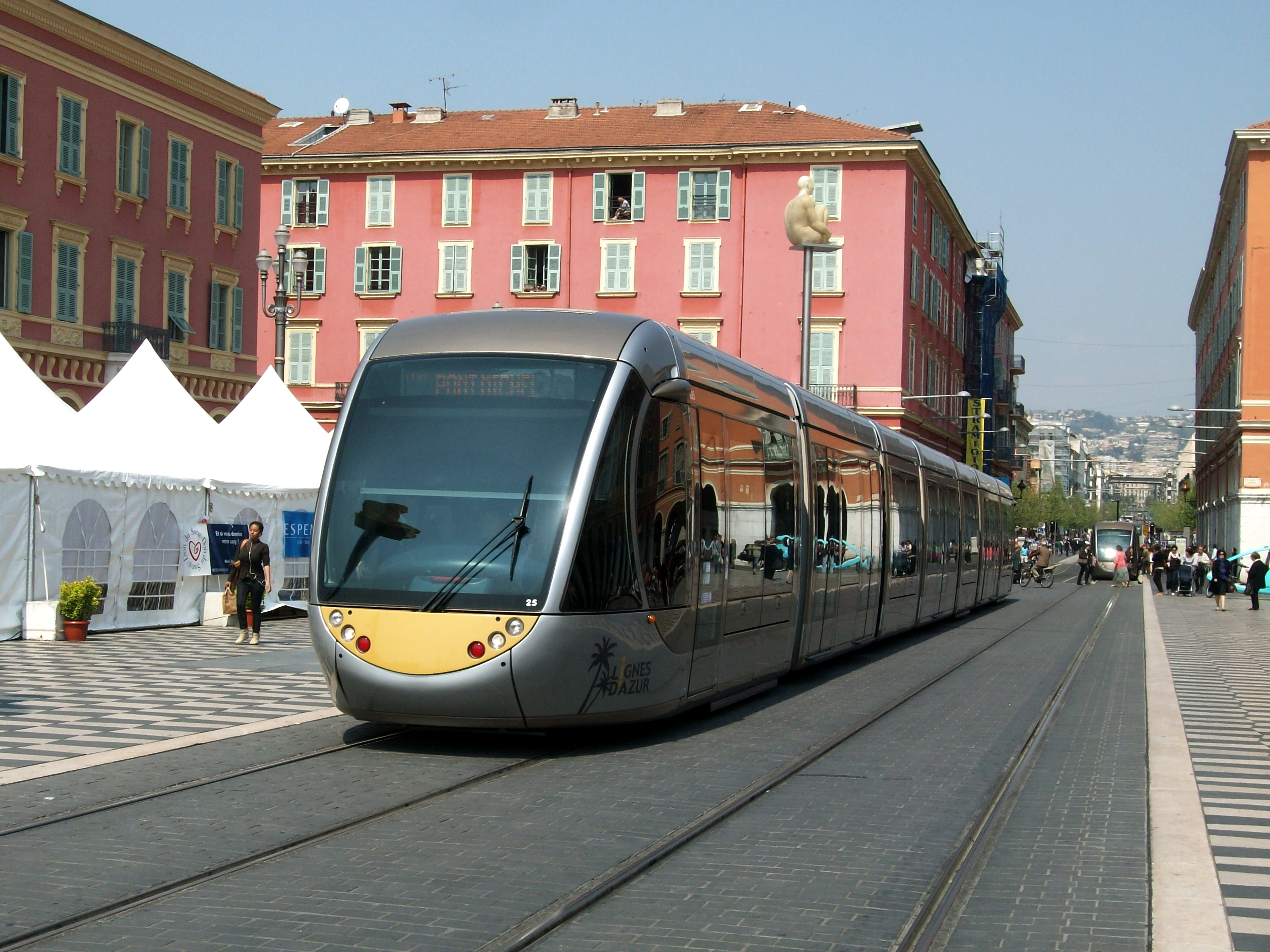
Citadis de 44 mètres en circulation

Le réseau était uniquement composé de rames Citadis 302 fabriquées par Alstom. Les vingt-huit rames à cinq éléments mesuraient toutes 33 m. Fin 2012, quinze rames (no 14 à 28) se sont vu ajouter deux éléments afin d'atteindre 44 m et sont donc devenues des Citadis 402.
En 2015, Alstom a remporté le marché pour fournir 19 rames Citadis X05 pour une entrée en service mi-2018 sur la ligne 2. Fin 2017, six autres rames sont commandés pour servir sur la ligne 3 à partir de 2019.
Les rames sont équipées de batteries qui permettent de rouler entre la place Masséna et la place Garibaldi sans LAC (ligne aérienne de contact).
En octobre 2019, la métropole annonce l'acquisition de neuf rames Citadis 405 supplémentaires pour la ligne 2, portant leur nombre à vingt-huit, ainsi que l'allongement des treize dernières rames courtes de la ligne 1 pour les porter à 44 m. Ce rallongement sera effectif en 2026.
| Ligne                      | Modèle             | Rames | Numérotation        | Commentaire                                                                           |
| -------------------------- | ------------------ | ----- | ------------------- | ------------------------------------------------------------------------------------- |
| Ligne 1 du tramway de Nice | Alstom Citadis 402 | 28    | 001 – 028           | Allongement de toutes les rames de 33 à 44 m.                                         |
| et                         | Alstom Citadis 405 | 28    | 029 – 047 054 – 062 | Commandées en 2015 pour livraison en 2018. Commandées en 2019 pour livraison en 2021. |
| Ligne 3 du tramway de Nice | Alstom Citadis 405 | 6     | 048 – 053           | Commandées en 2017 pour livraison en 2019.                                            |

### Conduite et signalisation
La conduite sur la ligne se fait en « conduite à vue ». Tout le long de la ligne se trouvent des panneaux de limitation de vitesse, des signaux de protection d’itinéraires et des signaux protégeant le franchissement des carrefours.
Les signaux d’exploitation à un carrefour possèdent plusieurs indications : une barre horizontale de couleur blanche signale l’arrêt, un rond blanc annonce un signal d’arrêt et une barre verticale blanche la voie libre. Une signalisation d’aide à l’exploitation complète ces signaux, un losange jaune signalant la prise en charge de la demande de priorité au carrefour et un point d’exclamation bleu signalant que la barre verticale va s’allumer.

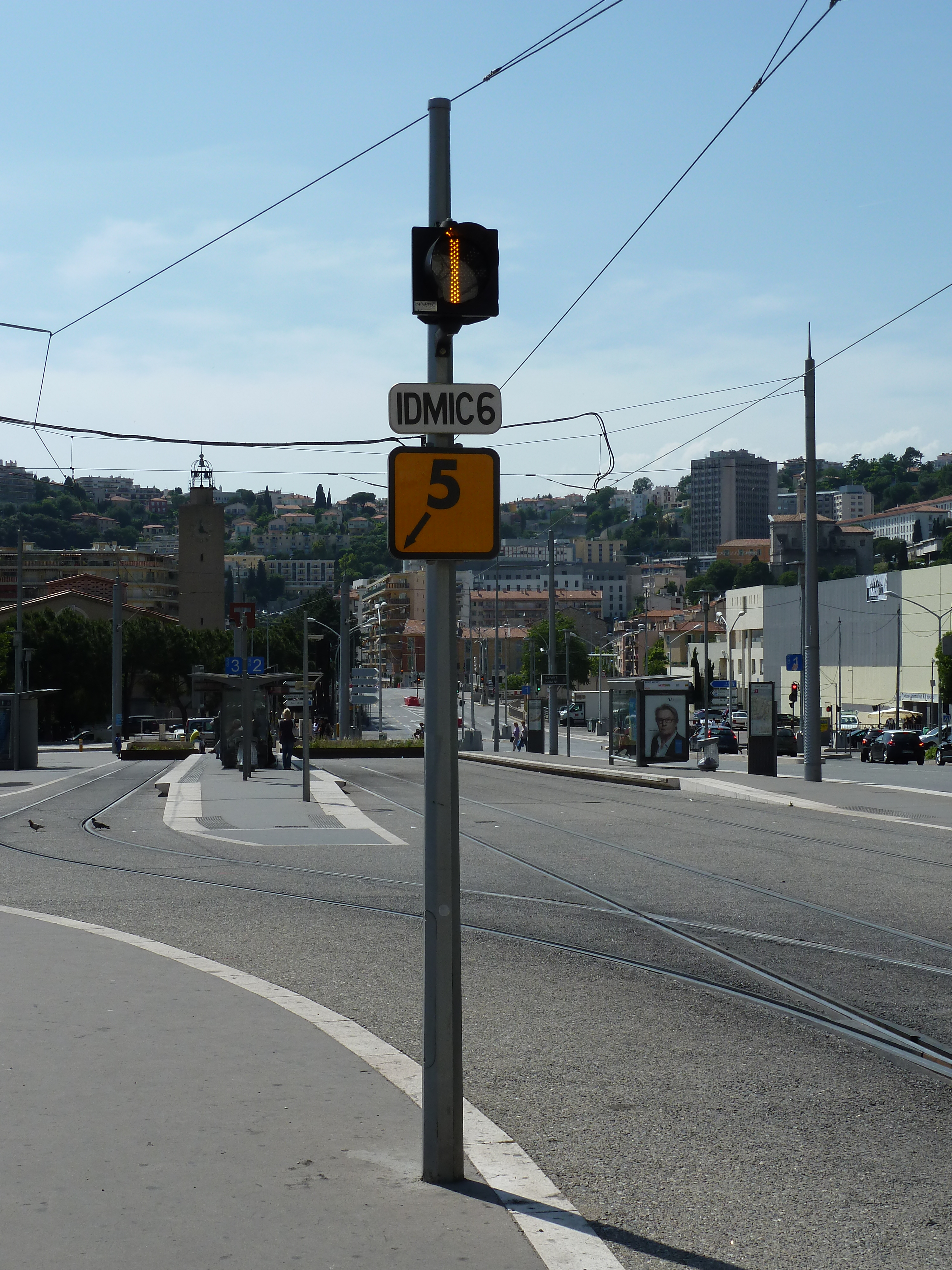
Signal indiquant une direction droite et une vitesse limitée à 5 km/h sur la voie de gauche.
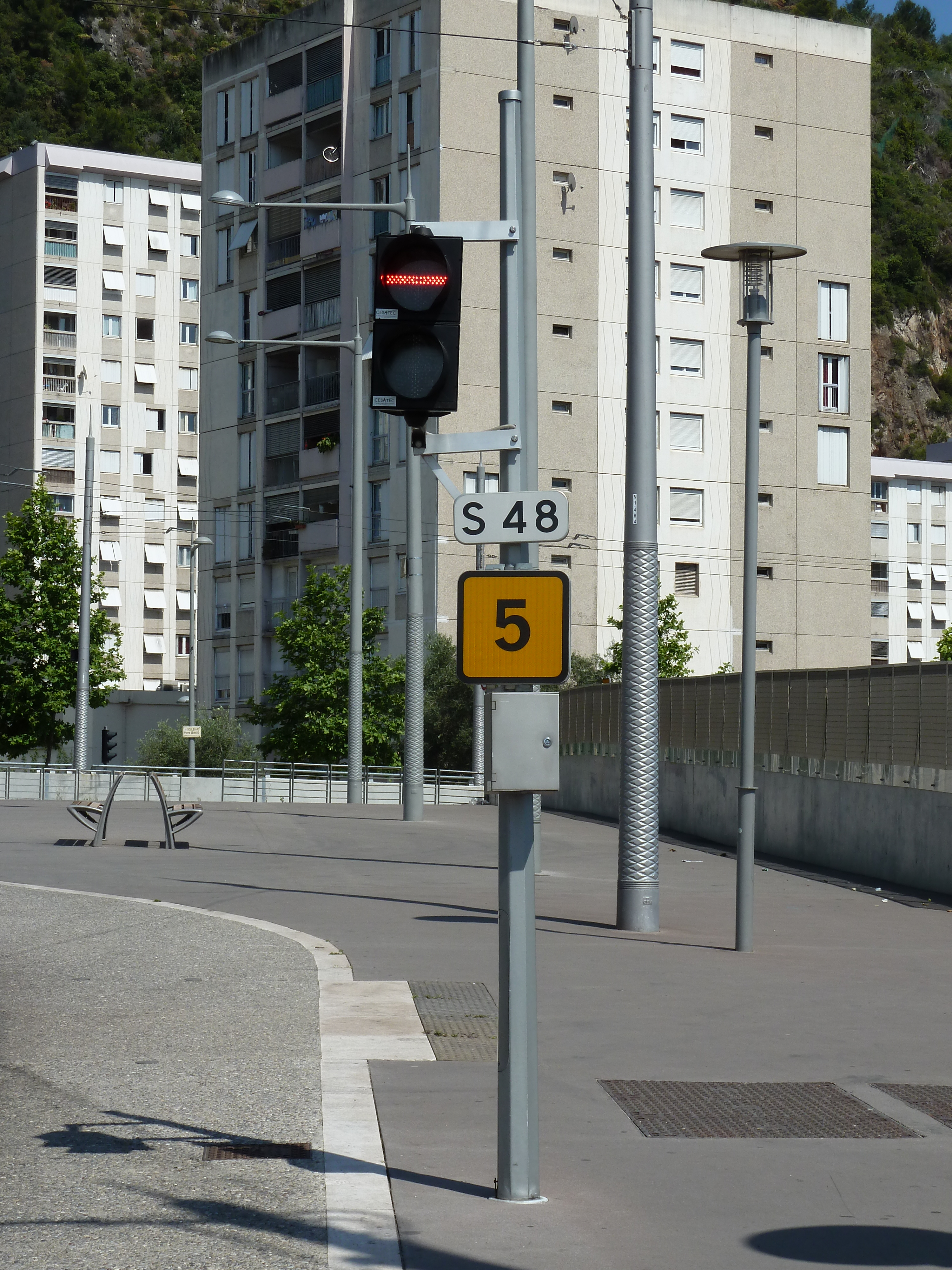
Signal 48 marquant l’arrêt impératif et une vitesse limitée à 5 km/h.
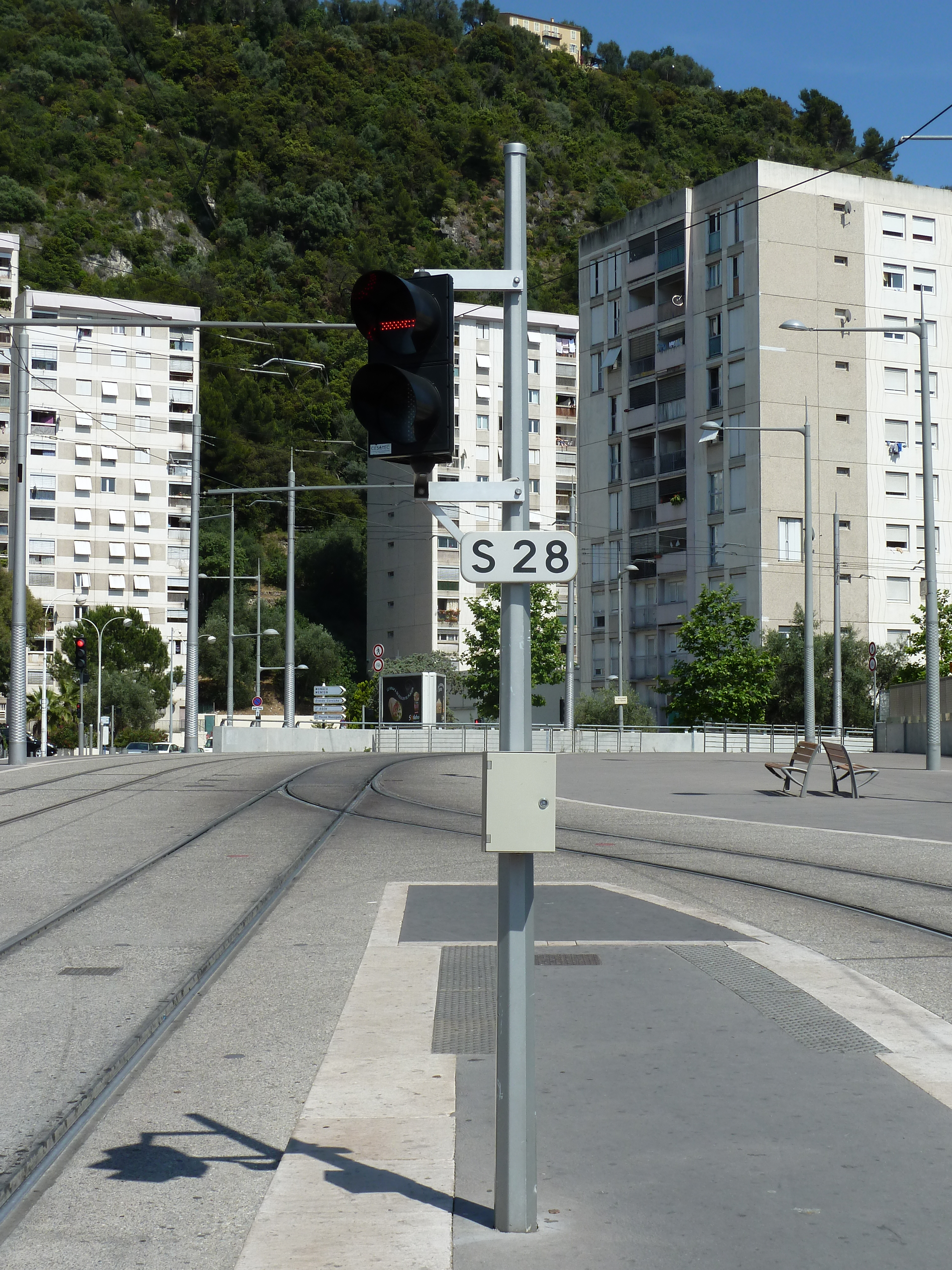
Signal 28 marquant l’arrêt impératif.

### Dépôts
Un dépôt est situé à la station Henri Sappia, où toutes les rames de la ligne 1 y sont entreposées. Ce dépôt sert également à la maintenance mécanique et à l’entretien des rames. Un autre dépôt, situé à proximité du terminus du centre administratif, sert de remisage pour les lignes 2,3 et prochainement pour la future ligne 4.

### Maintenance

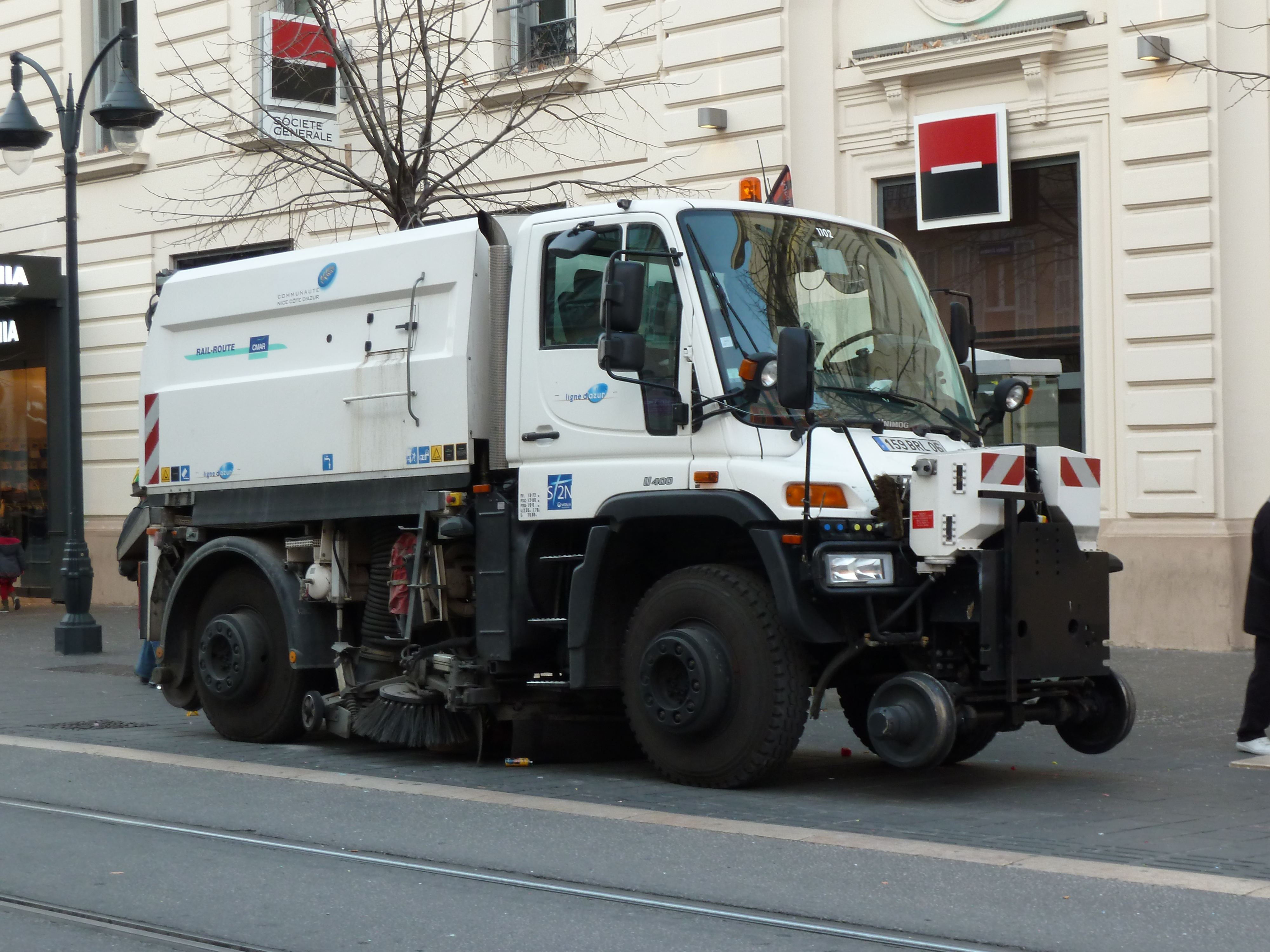
Véhicule rail-route pour le nettoyage des voies

Lors d’accidents, de fêtes, de manifestations ou d’incidents sur les voies, le trafic peut être perturbé voire interrompu. Suivant la situation, un service de bus de substitution peut être mis en place et les terminus se voir changer.

### Tarification
Le tramway étant géré par Lignes d'Azur, la tarification se fait de la même manière que le réseau de bus. Un ticket à l'unité coûte 1,50 € et peut être utilisé aussi bien dans le tramway que dans le bus pour effectuer un trajet aller et une correspondance dans la limite de 74 minutes. Le ticket peut être acheté à bord d’un bus ou grâce à un distributeur automatique situé sur le quai. L’achat à l’intérieur même du tramway ne peut pas être fait. Une fois acheté, le ticket doit être oblitéré grâce aux validateurs situés soit à bord du bus ou du tramway soit sur le quai. Le titre de transport auparavant à 1 € (toujours disponible à ce tarif avec une carte multivoyages de 10 trajets) permettait à Nice de proposer l'un des déplacements en transport en commun les moins chers de France.[réf. souhaitée]. Lignes d'Azur annonce faire disparaître le ticket 10 voyages et faire passer ses tickets à 1,70 € à compter du 1er juillet 2023. Les titres de transport seront désormais sur une carte magnétique rechargeable.
Le voyageur peut également utiliser un titre d’abonnement quotidien (sous la forme de ticket à oblitérer), mensuel ou annuel par carte magnétique proposé à la vente dans des agences.

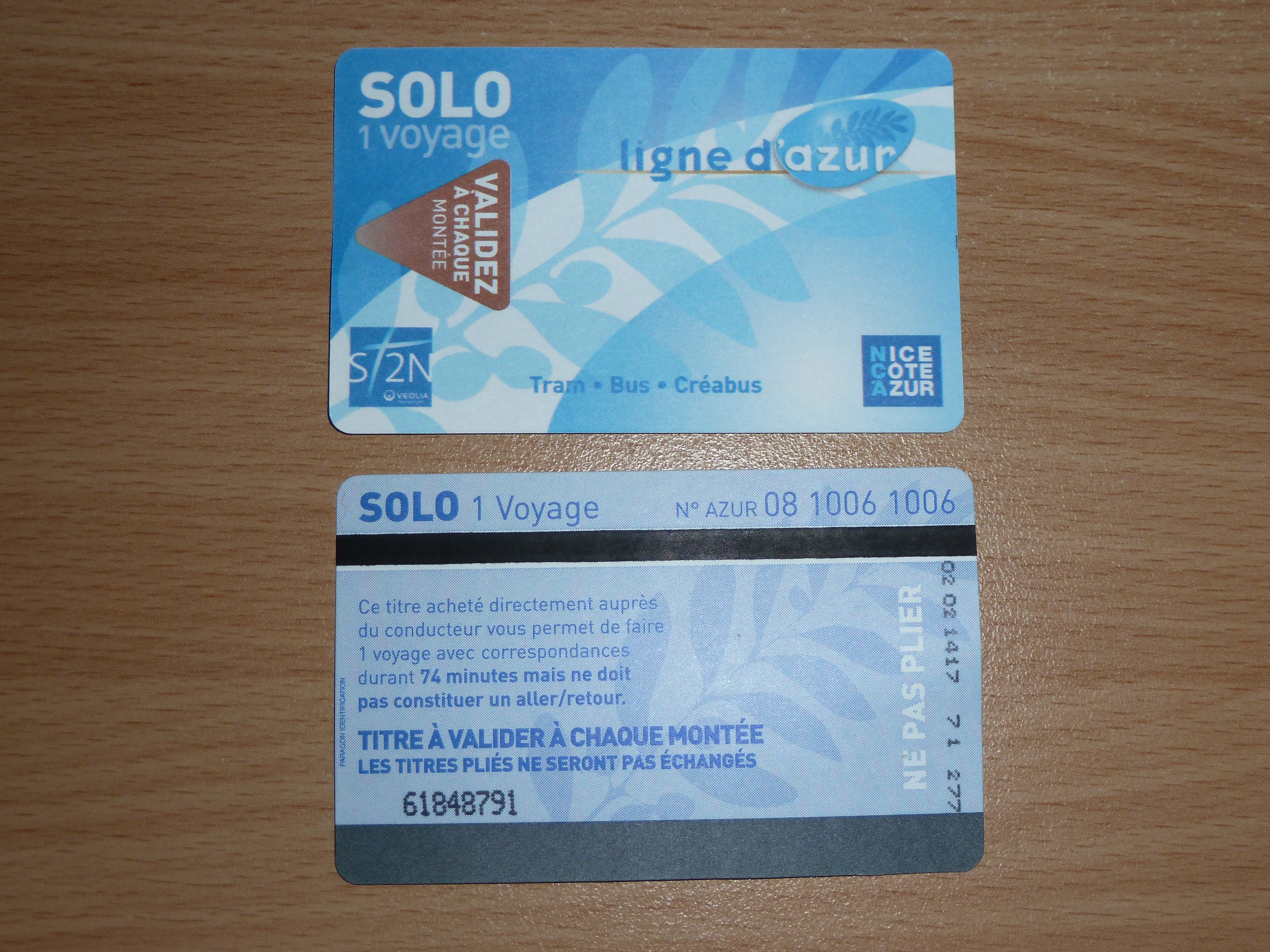
Ticket validé
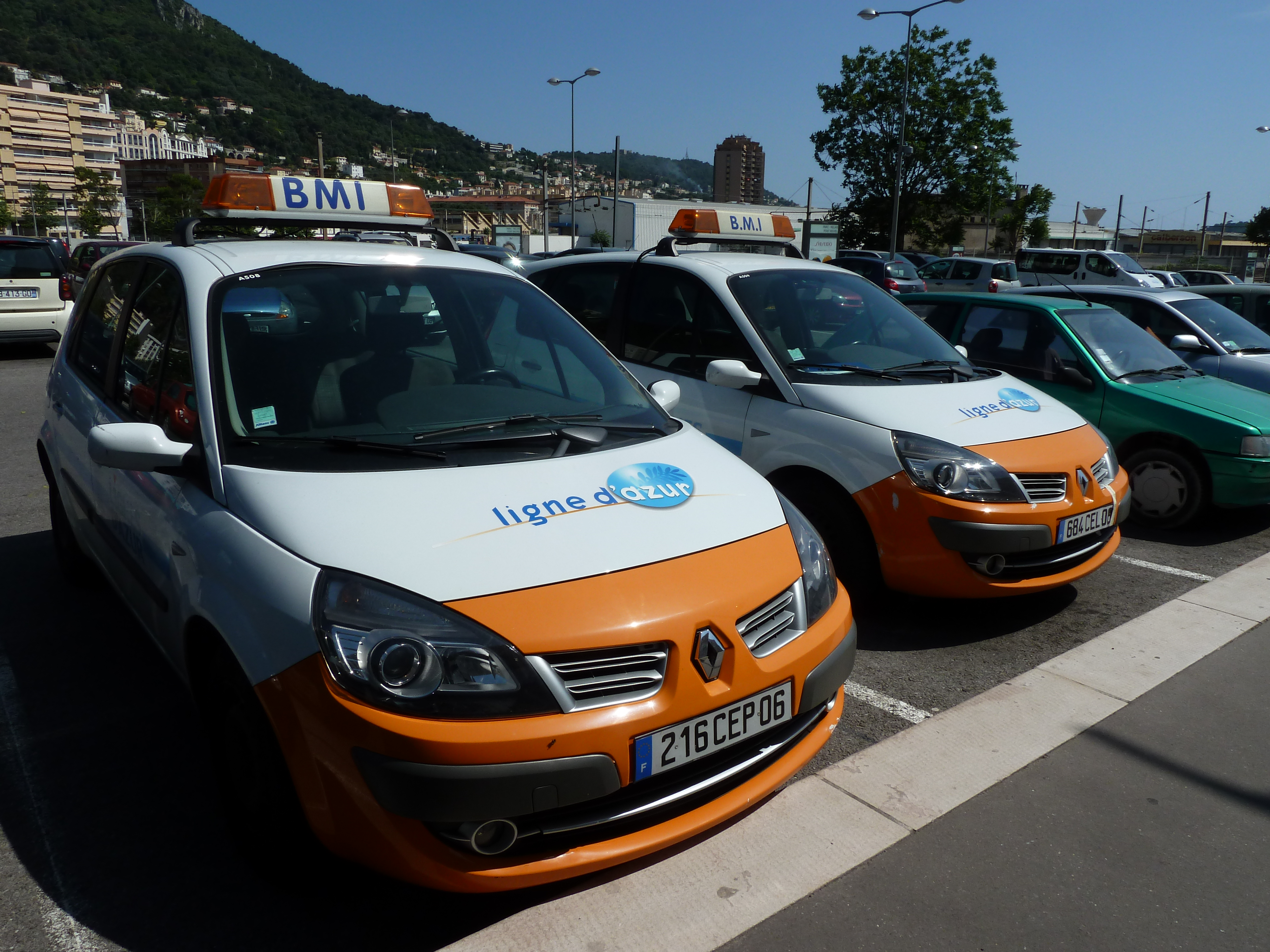
Véhicules de la brigade mobile d’intervention

### Parc relais

Logo des Parcazur pour voitures.

Des parcs relais, appelés « P+R » ou « Parcazur », ont été mis en place à proximité de certaines stations du tramway ou de gare de chemins de fer afin d’inciter les usagers à laisser leur moyen de locomotion personnel au parking et d’utiliser les transports en commun à proximité dont le tramway. Ils sont gérés par Lignes d'azur.
En 2012, le réseau dénombre cinq parcs relais mais avec la création des lignes 2 et 3 du tramway, le nombre de Parcazur monte à neuf avec la création de P+R à Carras – Les Bosquets, Port Lympia, Charles Ehrmann et Saint Isidore.
En janvier 2020, un nouveau type de Parcazur ouvre à Gare Thiers, il est strictement réservé aux vélos et a une capacité d’accueil de 180 vélos.
| Nom             | Coordonnées | Nombre de places | Lignes desservies                                       | Statut |
| --------------- | ----------- | ---------------- | ------------------------------------------------------- | ------ |
| Nice Thiers     |             | 180              | Ligne 1 du tramway de Nice                              | Ouvert |
| Charles Ehrmann |             | 100              | Ligne B du tramway de Nice                              | Ouvert |
| Grand Arénas    |             | 100              | Ligne 2 du tramway de Nice · Ligne 3 du tramway de Nice | Ouvert |
| Gare du Sud     |             | 12               | Ligne 1 du tramway de Nice                              | Ouvert |
| Vauban          |             | 58               | Ligne 1 du tramway de Nice                              | Ouvert |

| Nom                                       | Coordonnées                 | Nombre de places  | Lignes desservies                                       | Statut                    |
| ----------------------------------------- | --------------------------- | ----------------- | ------------------------------------------------------- | ------------------------- |
| Henri Sappia                              | 43° 43′ 49″ N, 7° 15′ 13″ E | 765 (dont 20 PMR) | Ligne 1 du tramway de Nice                              | Ouvert                    |
| Palais des Expositions                    | 43° 42′ 28″ N, 7° 16′ 51″ E | 386 (dont 11 PMR) | Ligne 1 du tramway de Nice                              | Fermé le 1er janvier 2023 |
| Vauban                                    | 43° 42′ 35″ N, 7° 17′ 12″ E | 361 (dont 9 PMR)  | Ligne 1 du tramway de Nice                              | Ouvert                    |
| Pont Michel                               | 43° 43′ 21″ N, 7° 17′ 25″ E | 260 (dont 6 PMR)  | Ligne 1 du tramway de Nice                              | Ouvert                    |
| Gorbella                                  | 43° 43′ 22″ N, 7° 15′ 22″ E | 243 (dont 5 PMR)  | Ligne 1 du tramway de Nice                              | Ouvert                    |
| Charles Ehrmann                           | 43° 40′ 34″ N, 7° 11′ 50″ E | 628 (dont 13 PMR) | Ligne B du tramway de Nice                              | Ouvert                    |
| Carras – Les Bosquets                     | 43° 40′ 51″ N, 7° 13′ 47″ E | 241 (dont 12 PMR) | Ligne 2 du tramway de Nice · Ligne 3 du tramway de Nice | Ouvert                    |
| Port Lympia                               | 43° 41′ 47″ N, 7° 17′ 01″ E | 98 (dont 2 PMR)   | Ligne 2 du tramway de Nice · Ligne 3 du tramway de Nice | Ouvert                    |
| Magnan                                    | –                           | 400               | Ligne 2 du tramway de Nice · Ligne 3 du tramway de Nice | Projet (2040)             |
| Saint-Isidore                             | 43° 42′ 15″ N, 7° 11′ 38″ E | 321 (dont 6 PMR)  | Ligne 3 du tramway de Nice                              | Ouvert                    |
| Lingostière                               | –                           | 400               | Ligne 3 du tramway de Nice                              | Projet (2040)             |
| Barraques                                 | –                           | 400               | Ligne 3 du tramway de Nice                              | Projet (2040)             |
| Saint-Laurent-du-Var - Gare SNCF          | –                           | –                 | Ligne 4 du tramway de Nice                              | Projet (2026)             |
| Cagnes-sur-Mer                            | 43° 39′ 28″ N, 7° 08′ 52″ E | 280 (dont 7 PMR)  | Ligne 4 du tramway de Nice                              | Ouvert                    |
| Cagnes-sur-Mer - Val Fleuri               | –                           | 500               | Ligne 4 du tramway de Nice                              | Projet (2026)             |
| Cagnes-sur-Mer - Parc des sports Sauvaigo | –                           | –                 | Ligne 4 du tramway de Nice                              | Projet (2026)             |
| Cagnes-sur-Mer - Hippodrome               | –                           | –                 | Ligne 4 du tramway de Nice                              | Projet (2026)             |
| Drap - Place Jean Moulin                  | –                           | 250               | Ligne 5 du tramway de Nice                              | Projet (2028)             |
| La Trinité – Anatole France               | –                           | 300               | Ligne 5 du tramway de Nice                              | Projet (2026)             |
| Hôpital Sainte-Marie                      | –                           | 300               | Ligne 5 du tramway de Nice                              | Projet (2026)             |
| Place Goiran                              | –                           | 300               | BHNS Gambetta                                           | Projet (2025)             |
| Tzarewich                                 | –                           | 300               | BHNS Gambetta                                           | Projet (2025)             |
| Hôtel de ville de Saint-Laurent-du-Var    | –                           | 400               | Téléphérique CADAM                                      | Projet (2026)             |

## Projets de développement

Carte géographique présentée en 2025 des lignes actuelles (tracé en continu à partir du 6 janvier 2025) et prévisionnelles (tracé en pointillés) du tramway de Nice.

### Extension de la ligne B
Une extension d'une des branches de la ligne 2 (devenue ligne B en 2025) a été évoqué, du CADAM vers l'Hôtel de Ville de Saint-Laurent-du-Var avec la création d'un pont réservé aux modes doux (vélo, tram, piétons) ou celle d’un téléphérique au-dessus du Var.

### Extension de la ligne 3
À l'horizon 2030, la ligne 3 devrait être prolongée au nord de Saint-Isidore vers Nice Lingostière. Ce prolongement ajoutera 2 nouvelles stations : Pole multimodal de Lingostière et Lingostière Centre commercial.

### Ligne 4
La ligne 4 est présentée dans un premier temps en 2009 comme une extension de la ligne 2 puis en 2011 comme une ligne à part entière.

Plan de la ligne présenté en 2023.
Carte de la ligne présentée en 2023.

En juin 2019, la métropole Nice Côte d'Azur présente un tracé prévisionnel et un calendrier portant une mise en service en 2026.
Le tracé a été actualisé par la métropole, il est désormais prévu que la ligne 4 fasse son terminus au parc des sports Sauvaigo. Du 15 février au 31 mars 2021, s'est tenue la concertation publique de la ligne 4. La ligne 4 ira jusqu'au CADAM et non jusqu'à Grand Arénas, la ligne 2 ne desservira plus que l'aéroport. La mise en service est retardée de deux ans et aura lieu entre 2028 et 2030, avec un premier tronçon exploitable dès 2026.

### Ligne 5
Une nouvelle ligne de tramway entre la ville de Drap et Nice au Palais des Expositions en correspondance avec la ligne 1 du tramway à Pont Michel et le Palais des Expositions est annoncée,.
Le projet est divisé en plusieurs étapes :
- 2026 : Une mise en service partielle entre Pont Michel et l’Ariane Nord (4 km)
- 2027 : Une mise en service entre l’Ariane Nord et La Trinité (500 m)
- Fin 2027 : Une extension sud du Palais des Expositions à Pont-Michel avec mise en service (2 km)
- 2028 : Une extension nord vers Drap

Le projet coutera 340 M€.
La concertation publique a eu lieu en fin 2021 jusqu'en début 2022.

### Création de deux lignes de BHNS
Durant la campagne électorale, le candidat Estrosi (depuis réélu maire) propose la création d'un BHNS sur l'axe Gambetta / Cessole pour désengorger la ligne 1.
Du 17 au 25 août 2020, un Heuliez Gx437 Linium électrique est testé sur la ligne de bus 23.
Le 20 août 2020, le président de la métropole Nice Côte d'Azur annonce que ce futur BHNS devrait pouvoir transporter trente mille voyageurs par jour et sa création devrait intervenir d'ici deux à trois ans.
La ligne de BHNS transportera 30 000 voy/j, et soulagera la ligne T1 du tramway, qui circule en parallèle à cette ligne. Le BHNS est mis en service en octobre 2024 et comporte deux lignes 8+ et 12+.

## Prix
Le 1er décembre 2008, l’architecte Marc Barani, concepteur du pôle multimodal de 65 000 m2 à Nice-nord, est récompensé du prix de l'Équerre d'argent par la ministre de la Culture Christine Albanel,,.
Le 8 décembre 2009, le réseau reçoit le « Pass d’or » lors du 18e palmarès des mobilités. Le 11 décembre 2012, il reçoit le « Pass de bronze » lors du 21e palmarès des mobilités.
En juin 2013, Marc Barani est de nouveau récompensé, il reçoit le grand prix national de l'architecture.